# 核糖
核糖（英語：Ribose）是一種五碳醛醣（戊醛醣），一般常見的型態為D-核糖。是RNA的組成物之一，也是ATP及NADH等生化代謝所需分子的原料。

## 構象
DNA中的核糖是D-核糖，为呋喃型环状结构，该呋喃环状为β构型。由于糖环中5个键均可转动，导致环中各个原子均有不同程度的相对偏离，核糖环不呈一个平面，其中C1'-O4'-C4'这3个原子通常在同一个平面上，而C2'和C3'原子偏离平面，这种偏离使核糖环具有不同的构象，以C5'作为参照来命名核糖环的各种构象。如果C2'或C3'偏离平面的方向与C5'同向，则称为内式（endo）构象，与C5'反向则为外式（exo）构象。

## 外部連結
- D-Ribose